# Konina
Konina è un comune rurale del Mali facente parte del circondario di Koutiala, nella regione di Sikasso.
Il comune è composto da 7 nuclei abitati:
- Baramabougou
- Diona
- Filima
- Konina
- M'Petièla
- N'Gola
- Niampela